# Курайская степь
Курайская степь — межгорная котловина на юго-востоке Республики Алтай, в среднем течении реки Чуи, между Курайским и Северо-Чуйским хребтами.

## Физико-географическая характеристика

### Географическое положение
Степь представляет собой дно достаточно глубокой межгорной котловины, находящейся на высоте 1500—1600 м над уровнем моря, имеющей до 20 км в поперечнике, окруженной с юга Северо-Чуйским хребтом, а с севера — Курайским.

### Орогидрография
Здесь находится одно из самых эффектных полей рельефа гигантских знаков ряби течения в мире, связанных с паводками из ледниково-подпрудных озёр. Это поле развито в зоне обратных течений суперпаводков на правом берегу реки Тете. Эта рябь сформировалась при катастрофических сбросах Чуйского и Курайского озёр около 15 тыс. лет назад. Гигантская рябь течения относится к одному из самых главных аргументов катастрофических сбросов ледниково-подпрудных озёр. Этот рельеф представляет собой один из самых экзотических элементов дилювиального морфолитологического комплекса.
В целом, весь палеогидрологический морфолитологический набор бассейна Курайской впадины — классический пример горного скэбленда. Сама же котловина, вместе со своим горно-ледниковым обрамлением представляет собой настоящий природный заповедник — ледниковый парк.

### Климат
Степь расположена в зоне резко континентального климата. Летняя жара может прерываться снежными вьюгами и буранами. Продолжительность безморозного периода — 55-60 дней. Годовая сумма осадков — 150—200 мм. Сумма температур выше 10 градусов по Цельсию — 1100—1250.
Резкие контрасты температуры воздуха и поверхности почвы объясняются высотным положением степи и сильным выхолаживанием при безоблачном небе.

### Растительный и животный мир
Долина обладает специфическим растительным покровом, характерным в большей степени для опустыненных степей Монголии. Лишь в приречной долине Чуи по берегам реки встречаются тополь ларолистный, плакучая курайская ива, заросли желтоцветного курильского чая, облепихи. На сухих холмах растёт карагана, среди кустарников в долине реки можно встретить горные незабудки, белоцветный белозор, камнеломку точечную и другие растения.
Животный мир степи представлен такими видами как степной хорь, заяц-беляк, лисица, волк. По берегам рек встречаются журавли и аисты.

## Археология
Курайская степь богата археологическими памятниками. В долине Чуи сохранились многочисленные курганы, каменные бабы, писаницы на камнях и древние оросительные системы. Средне курганов выделена древнетюркская культура, получившая название «курайской».
Остатки памятников древней ирригации встречаются также в долинах Малого и Большого Ильгуменя (около сёл Хабаровка и Купчегень), в долине реки Урсул (между селом Шашикман и рекой Куратой), а также по реке Актру в урочище Тете.
Каменные изваяния датируются VII—IX веками и относятся к тюркской эпохе. На этих памятниках истории и археологии сохранились рунические надписи и рисунки. На левом берегу Чуи в урочище Тете находится каменная баба «Кезер», отличающаяся своими объемными формами и размерами. Изваяние вытесано из зеленовато-серого гранита и установлено посредине восточной стенки четырёхугольной оградки, внутри которой выложена площадка из камня. Высота «Кезера» — 1,6 метра, а толщина в поясе — 3,4 метра. Изваяние до колен врыто в землю.
Недалеко от устья Тытыгэма находятся три больших камня, которые по калмыцким преданиям считаются могилами китайской царевны, её служанки и их лошадей. По легенде, эта царевна была замужем за калмыцким зайсаном с Урсула, но семейные неурядицы заставили её бежать в Китай. В Курайской степи её остановил снежный буран — девушка замерзла вместе с провожатыми. Преследовавший их зайсан, отыскал трупы и торжественно похоронил, положив на их могилы огромные камни, чтобы никто не мог похитить сокровища, зарытые с телами. Но китайцы, узнав об этом, сдвинули камни, вырыли трупы и сокровища, перенеся их в Китай.